# Pleurobema taitianum
Pleurobema taitianum är en musselart som först beskrevs av I. Lea 1834.  Pleurobema taitianum ingår i släktet Pleurobema och familjen målarmusslor. IUCN kategoriserar arten globalt som starkt hotad. Inga underarter finns listade i Catalogue of Life.